# Tannhäuser (Hohenberg-Krusemark)
Tannhäuser ist ein Wohnplatz im Ortsteil Schwarzholz der Gemeinde Hohenberg-Krusemark im Landkreis Stendal, Sachsen-Anhalt.

## Geografie
Die Siedlung Tannhäuser liegt am östlichen Rand von Schwarzholz und etwa 5,5 Kilometer nordöstlich von Hohenberg-Krusemark in der Altmark. Durch Tannhäuser führt der Elberadweg über einen Sandweg mit eigenem Radweg nach Kirchpolkritz.

## Geschichte
Den Namen Tannenhäuser trug die Siedlung im Jahre 1882 auf einem Messtischblatt und noch auf der Generalstabskarte von 1911. In den Gemeindelexika hieß der Ort 1885 Biesenthal, 1895 Tannhäuser (=Biesenthal) und ab 1905 nur noch Tannhäuser. Tannhäuser lag ursprünglich einige hundert Meter östlich des Dorfes Polkritz, das heute Schwarzholz heißt. Inzwischen sind Dorf und Siedlung zusammengewachsen.

### Herkunft des Ortsnamens
Der Ort grenzt an einen Tannenwald, der namensgebend war. Der Name Tannhäuser lehnt sich möglicherweise an die bekannte Sage „Der Tannhäuser“ an.

### Vorgeschichte
Im Wald nach Kirchpolkritz befindet sich eine undatierte Grabhügelgruppe.